# CONCACAF Champions League 2022
Die CONCACAF Champions League 2022 war die 14. Spielzeit des wichtigsten Wettbewerbs für Vereinsmannschaften in Nord- und Zentralamerika sowie der Karibik im Fußball unter diesem Namen. Das Turnier begann am 15. Februar 2022 und endete am 4. Mai 2022. Titelverteidiger CF Monterrey aus Mexiko konnte sich nicht qualifizieren.
Der US-amerikanische Verein Seattle Sounders gewann den Wettbewerb zum ersten Mal durch ein Gesamtergebnis von 5:2 im Finale gegen UNAM Pumas und qualifizierte sich damit als Repräsentant der CONCACAF für die FIFA-Klub-Weltmeisterschaft 2022. Seattle Sounders ist der erste Sieger aus den USA seit 2000 (damals gewann LA Galaxy) und der erste nicht mexikanische Sieger seit 2005 (damals gewann CD Saprissa aus Costa Rica).
Torschützenkönig wurde der Argentinier Juan Dinenno von UNAM Pumas mit neun Toren. Zum besten Spieler des Wettbewerbs wurde der Schweizer Stefan Frei ernannt.

## Modus
An der CONCACAF Champions League 2022 nahmen 16 Mannschaften aus 8 Nationen teil. Der Wettbewerb wurde ausschließlich im K.-o.-System ausgetragen. Angefangen vom Achtelfinale bis einschließlich dem Finale fand jede Runde mit Hin- und Rückspiel statt. Stand es nach beiden Spielen Unentschieden, wurde die Auswärtstorregel angewendet und sollte dadurch kein Sieger ermittelt worden sein, kam es zum Elfmeterschießen; eine Verlängerung wurde nicht ausgespielt.

## Teilnehmerfeld
| - Mexiko (Liga MX 2020/21) - Club León - CD Cruz Azul - UNAM Pumas - Santos Laguna - Vereinigte Staaten (Major League Soccer 2021) - New York City FC - New England Revolution - Colorado Rapids - Seattle Sounders - Kanada (Canadian Championship 2021) - CF Montreal |  | - Nord- und Zentralamerika (CONCACAF League 2021) - CSD Comunicaciones - CD Guastatoya - CD Motagua - Forge FC - CD Saprissa - Santos de Guápiles - Karibik (CFU Club Championship 2021) - Cavaly AS |

## Achtelfinale
Die Auslosung findet am 15. Dezember 2021 statt. Die Hinspiele fanden vom 15. bis zum 17. Februar 2022 statt, die Rückspiele wurden vom 22. bis zum 24. Februar 2022 ausgetragen.
|                    | Gesamt          |                        | Hinspiel | Rückspiel |
| ------------------ | --------------- | ---------------------- | -------- | --------- |
| CD Guastatoya      | 0:3             | Club León              | 0:2      | 0:1       |
| CD Motagua         | 0:5             | Seattle Sounders       | 0:0      | 0:5       |
| CSD Comunicaciones | 1:1 (4:3 i. E.) | Colorado Rapids        | 1:0      | 0:1       |
| Santos de Guápiles | 0:6             | New York City FC       | 0:2      | 0:4       |
| CD Saprissa        | 3:6             | UNAM Pumas             | 2:2      | 1:4       |
| Cavaly AS          | w/o 1           | New England Revolution | —        | —         |
| Santos Laguna      | 1:3             | CF Montreal            | 1:0      | 0:3       |
| Forge FC           | 1:4             | CD Cruz Azul           | 0:1      | 1:3       |

Anmerkung

## Viertelfinale
Die Hinspiele fanden am 8. und 9. März 2022 statt, die Rückspiele wurden vom 15. bis zum 17. März 2022 ausgetragen.
|                        | Gesamt          |                    | Hinspiel | Rückspiel |
| ---------------------- | --------------- | ------------------ | -------- | --------- |
| Seattle Sounders       | 4:1             | Club León          | 3:0      | 1:1       |
| New York City FC       | (a)5:5(a)       | CSD Comunicaciones | 3:1      | 2:4       |
| New England Revolution | 3:3 (3:4 i. E.) | UNAM Pumas         | 3:0      | 0:3       |
| CD Cruz Azul           | 2:1             | CF Montreal        | 1:0      | 1:1       |

## Halbfinale
Die Hinspiele fanden am 5. und 6. April 2022 statt, die Rückspiele wurden am 12. und 13. April 2022 ausgetragen.
|                  | Gesamt |                  | Hinspiel | Rückspiel |
| ---------------- | ------ | ---------------- | -------- | --------- |
| Seattle Sounders | 4:2    | New York City FC | 3:1      | 1:1       |
| UNAM Pumas       | 2:1    | CD Cruz Azul     | 2:1      | 0:0       |

## Finale

### Hinspiel
| UNAM Pumas                                                      | UNAM Pumas | Seattle Sounders | Seattle Sounders | Aufstellung                                   |
| --------------------------------------------------------------- | --- | --- | ---------------- | --------------------------------------------- |
| UNAM Pumas                                                      | \| 27. April 2022 in Mexiko-Stadt (Estadio Olímpico Universitario) \| \| Ergebnis: 2:2 (1:0) \| \| Zuschauer: 42.617 \| \| Schiedsrichter: Iván Barton ( El Salvador) \| \| Spielbericht \|                                                                                         | \| 27. April 2022 in Mexiko-Stadt (Estadio Olímpico Universitario) \| \| Ergebnis: 2:2 (1:0) \| \| Zuschauer: 42.617 \| \| Schiedsrichter: Iván Barton ( El Salvador) \| \| Spielbericht \|                                             | Seattle Sounders | Aufstellung UNAM Pumas gegen Seattle Sounders |
| UNAM Pumas                                                      | Alfredo Talavera – Alan Mozo (45.+2' Jesús Rivas), José Galindo, Nicolás Freire, Efraín Velarde – Leonel López, Higor Meritão – Favio Álvarez, Diogo de Oliveira (63. Washington Corozo), Rogério (63. Sebastian Saucedo) – Juan Dinenno Cheftrainer: Andrés Lillini ( Argentinien) | Stefan Frei – Alex Roldan, Yeimar Gómez, Xavier Arreaga, Nouhou Tolo – João Paulo, Albert Rusnák – Cristian Roldan, Nicolás Lodeiro , Jordan Morris (87. Kelyn Rowe) – Raúl Ruidíaz (90.+5' Fredy Montero) Cheftrainer: Brian Schmetzer | Seattle Sounders | Aufstellung UNAM Pumas gegen Seattle Sounders |
| UNAM Pumas                                                      | 1:0 Dinenno (38., Foulelfmeter) 2:0 Dinenno (48.) | 2:1 Lodeiro (77., Handelfmeter) 2:2 Lodeiro (90.+9', Foulelfmeter) | Seattle Sounders | Aufstellung UNAM Pumas gegen Seattle Sounders |
| UNAM Pumas                                                      | Corozo (90.+8'), Talavera (90.+8'), López (90.+9') | Gómez (35.), C. Roldan (83.) | Seattle Sounders | Aufstellung UNAM Pumas gegen Seattle Sounders |
| 27. April 2022 in Mexiko-Stadt (Estadio Olímpico Universitario) | | |                  |                                               |
| Ergebnis: 2:2 (1:0)                                             | | |                  |                                               |
| Zuschauer: 42.617                                               | | |                  |                                               |
| Schiedsrichter: Iván Barton ( El Salvador)                      | | |                  |                                               |
| Spielbericht                                                    | | |                  |                                               |

### Rückspiel
| Seattle Sounders                          | Seattle Sounders | UNAM Pumas | UNAM Pumas |
| ----------------------------------------- | --- | --- | ---------- |
| Seattle Sounders                          | \| 4. Mai 2022 in Seattle (Lumen Field) \| \| Ergebnis: 3:0 (1:0) \| \| Zuschauer: 68.741 \| \| Schiedsrichter: Said Martínez ( Honduras) \| \| Spielbericht \| | \| 4. Mai 2022 in Seattle (Lumen Field) \| \| Ergebnis: 3:0 (1:0) \| \| Zuschauer: 68.741 \| \| Schiedsrichter: Said Martínez ( Honduras) \| \| Spielbericht \|                                                                                                | UNAM Pumas |
| Seattle Sounders                          | Stefan Frei – Alex Roldan, Yeimar Gómez, Xavier Arreaga, Nouhou Tolo (11. Kelyn Rowe) – João Paulo (29. Obed Vargas), Albert Rusnák – Cristian Roldan, Nicolás Lodeiro (90.+3' Fredy Montero), Jordan Morris (90.+3' Jackson Ragen) – Raúl Ruidíaz (90.+3' Will Bruin) Cheftrainer: Brian Schmetzer | Alfredo Talavera – José Galindo, Arturo Ortiz, Nicolás Freire, Efraín Velarde – Favio Álvarez, Higor Meritão, Leonel López (63. Rogério) – Diogo de Oliveira, Juan Dinenno, Washington Corozo (76. Jorge Ruvalcaba) Cheftrainer: Andrés Lillini ( Argentinien) | UNAM Pumas |
| Seattle Sounders                          | 1:0 Ruidíaz (45.) 2:0 Ruidíaz (80.) 3:0 Lodeiro (88.) | | UNAM Pumas |
| Seattle Sounders                          | Rusnák (57.), Lodeiro (89.) | Galindo (6.), López (34.) | UNAM Pumas |
| 4. Mai 2022 in Seattle (Lumen Field)      | | |            |
| Ergebnis: 3:0 (1:0)                       | | |            |
| Zuschauer: 68.741                         | | |            |
| Schiedsrichter: Said Martínez ( Honduras) | | |            |
| Spielbericht                              | | |            |